# MLB All-Star Game 1980
MLB All-Star Game 1980 – 51. Mecz Gwiazd ligi MLB, który odbył się 8 lipca 1980 roku na Dodger Stadium w Los Angeles. Mecz zakończył się zwycięstwem National League All-Stars 4–2. Spotkanie obejrzało 56 088 widzów. Najbardziej wartościowym zawodnikiem został wybrany Ken Griffey Sr. z Cincinnati Reds, który zaliczył dwa uderzenia (w tym home runa).

## Wyjściowe składy
| American League | American League | American League | American League | National League | National League | National League | National League |
| #               | Zawodnik        | Klub            | Pozycja         | #               | Zawodnik        | Klub            | Pozycja         |
| --------------- | --------------- | --------------- | --------------- | --------------- | --------------- | --------------- | --------------- |
| 1               | Willie Randolph | Yankees         | 2B              | 1               | Davey Lopes     | Dodgers         | 2B              |
| 2               | Rod Carew       | Angels          | 1B              | 2               | Reggie Smith    | Dodgers         | CF              |
| 3               | Fred Lynn       | Red Sox         | CF              | 3               | Dave Parker     | Pirates         | RF              |
| 4               | Reggie Jackson  | Yankees         | RF              | 4               | Steve Garvey    | Dodgers         | 1B              |
| 5               | Ben Oglivie     | Brewers         | LF              | 5               | Johnny Bench    | Reds            | C               |
| 6               | Carlton Fisk    | White Sox       | C               | 6               | Dave Kingman    | Cubs            | LF              |
| 7               | Graig Nettles   | Yankees         | 3B              | 7               | Ken Reitz       | Cardinals       | 3B              |
| 8               | Bucky Dent      | Yankees         | SS              | 8               | Bill Russell    | Dodgers         | SS              |
| 9               | Steve Stone     | Orioles         | P               | 9               | J.R. Richard    | Astros          | P               |

| American League | 0 | 0 | 0 | 0 | 2 | 0 | 0 | 0 | 0 | 2 | 7 | 1 |
| National League | 0 | 0 | 0 | 0 | 1 | 2 | 1 | 0 | X | 4 | 7 | 0 |
| WP: Jerry Reuss (1–0) LP: Tommy John (0–1) SV: Bruce Sutter (1) Home runy: AL: Fred Lynn (1) NL: Ken Griffey Sr. (1) |   |   |   |   |   |   |   |   |   |   |   |   |

## Składy
| Miotacze - Jim Bibby (1) - Vida Blue (5) - Steve Carlton (8) - Jerry Reuss (2) - J. R. Richard (1) - Bruce Sutter (4) - Kent Tekulve (1) - Bob Welch (1) - Ed Whitson (1) Łapacze - Johnny Bench (13) - Gary Carter (3) - John Stearns (3) |  | Wewnątrzpolowi - Dave Concepción (7) - Phil Garner (2) - Steve Garvey (7) - Keith Hernandez (2) - Ray Knight (1) - Davey Lopes (3) - Ken Reitz (1) - Pete Rose (14) - Bill Russell (1) - Mike Schmidt (5) Zapolowi - Ken Griffey Sr. (3) - George Hendrick (3) - Dave Kingman (2) - Dale Murphy (1) - Dave Parker (3) - Reggie Smith (7) - Dave Winfield (4) |  | Menadżer - Chuck Tanner Trenerzy - John McNamara - Bill Virdon Honorowy kapitan - Roy Campanella |

| Miotacze - Tom Burgmeier (1) - Ed Farmer (1) - Rich Gossage (5) - Larry Gura (1) - Rick Honeycutt (1) - Tommy John (4) - Dave Stieb (1) - Steve Stone (1) Łapacze - Carlton Fisk (7) - Lance Parrish (1) - Darrell Porter (4) |  | Wewnątrzpolowi - Buddy Bell (2) - George Brett (5) - Rod Carew (14) - Cecil Cooper (2) - Bucky Dent (2) - Bobby Grich (5) - Paul Molitor (1) - Graig Nettles (5) - Willie Randolph (3) - Alan Trammell (1) - Robin Yount (1) Zapolowi - Al Bumbry (1) - Rickey Henderson (1) - Reggie Jackson (10) - Ken Landreaux (1) - Fred Lynn (6) - Ben Oglivie (1) - Al Oliver (4) - Jorge Orta (2) - Jim Rice (4) |  | Menadżer - Earl Weaver Trenerzy - Jim Frey - Frank Robinson Honorowy kapitan - Al Kaline |

- W nawiasie podano liczbę powołań do All-Star Game.